# Páramo de Boedo
Páramo de Boedo è un comune spagnolo di 102 abitanti situato nella comunità autonoma di Castiglia e León.